# Turibe de Mogrovejo
Turibe de Mogrovejo (Toribio en espagnol), né à Mayorga, en Espagne, le 16 novembre 1538 et mort à Zaña au Pérou le 23 mars 1606, est un magistrat espagnol choisi en 1580 pour être archevêque de Lima. Menant une vie exemplaire, il introduisit dans son vaste diocèse les réformes décidées au concile de Trente. Il fut entre autres un grand défenseur des populations autochtones de l’Empire espagnol. Canonisé par l'Église catholique en 1726, il est liturgiquement commémoré le 23 mars.

## Biographie
Né Toribio Alfonso de Mogrovejo y Robledo le 16 novembre 1538 en Espagne à Mayorga (dans la province de León actuelle), Turibe est nommé, bien que encore laïc, président du Tribunal de l'Inquisition à Grenade par le roi Philippe II d'Espagne en 1572. Six ans plus tard, il est ordonné prêtre, puis nommé archevêque de Lima, capitale de la vice-royauté du Pérou et ville-phare de l’Empire colonial espagnol. Il s’embarque alors pour le Pérou, où il parvient au printemps 1579. À son arrivée, il mesure l'étendue de son diocèse, et déplore le manque de prêtres et leur ignorance, la corruption généralisée du monde ecclésiastique et de l’administration coloniale et l’exploitation effrénée des populations indigènes par les colons espagnols.
Comme le demandait le concile de Trente, le nouvel évêque Turibe fait une visite pastorale systématique de son diocèse. Il parcourt à pied l'immense territoire dont il a la charge (500 kilomètres le long de l’océan Pacifique et, à l'est, jusqu’au-delà de la cordillère des Andes), prend contact avec les habitants, tente de soulager la population indigène – religieusement, socialement et économiquement - et se heurte à l'administration coloniale et les intérêts des colons. Son diocèse est grand comme la moitié de la France. Sa première visite dure cinq ans. Il en fera deux autres.
Le clergé est peu nombreux et de piètre qualité, la population est exploitée par les colons. Turibe parcourt inlassablement son diocèse, prenant contact avec tous. Il entreprend la réforme de son clergé en en améliorant d’abord son instruction et corrigeant les abus. Il fonde des séminaires dont celui de Lima, la première institution de formation ecclésiastique en l'Amérique latine, construit des églises et des écoles, réunit des synodes diocésains et provinciaux (une autre demande du concile de Trente). Il bâtit des chapelles, des couvents, des routes, des écoles, des hôpitaux. Se déplaçant le plus souvent à pied, il brave tempêtes de vent, maladies et animaux sauvages. On a comparé son action à celle de Charles Borromée, archevêque de Milan (Italie), son exact contemporain,.

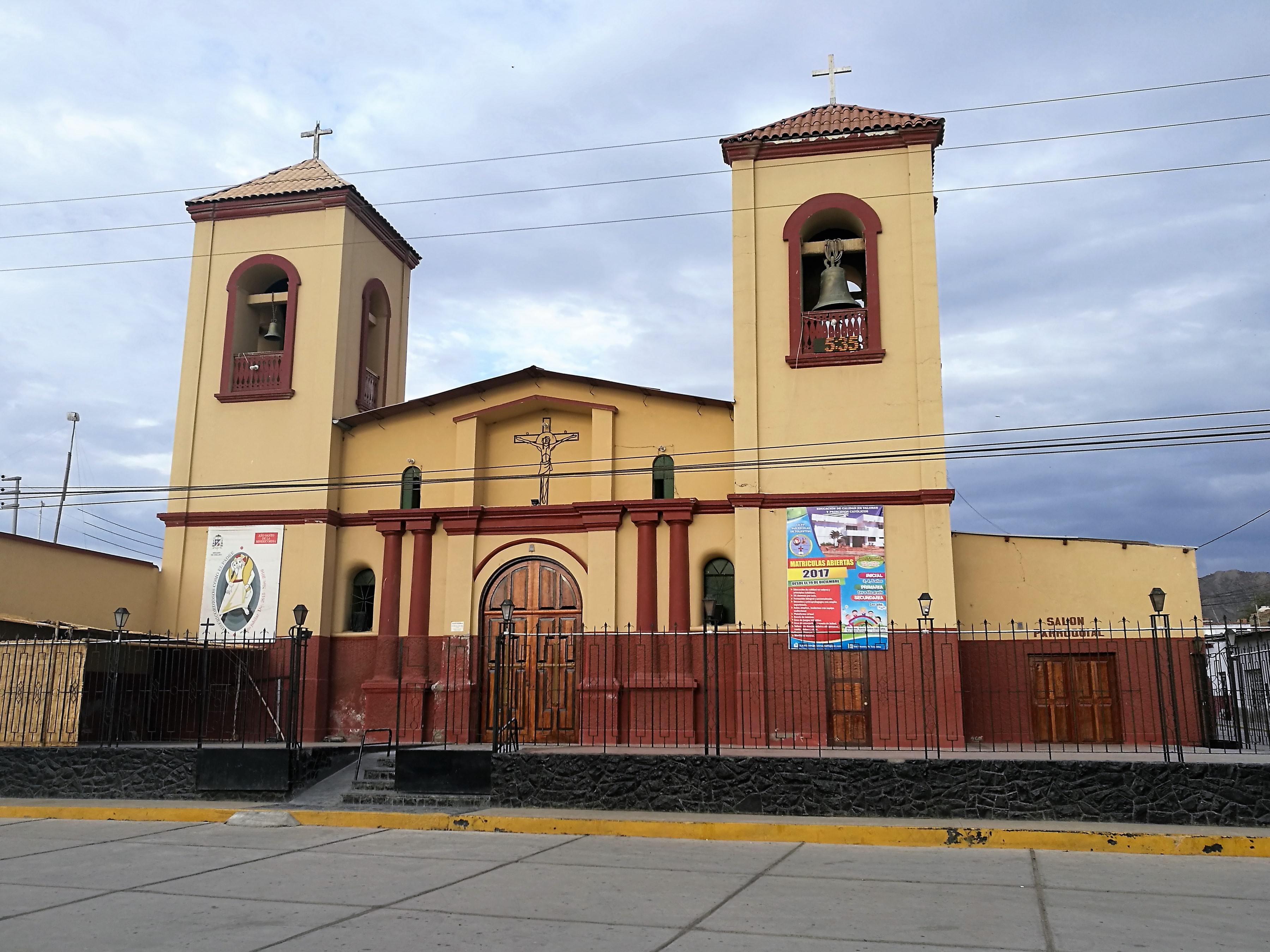
Façade de l'église Saint-Turibe de Zaña.

À l'âge de soixante-huit ans, lors de sa troisième visite pastorale, il tombe malade dans la ville de Pacasmayo, mais il continue néanmoins son voyage, arrivant à la ville de Zaña dans un état agonisant. C'est là qu'il rédige son testament dans lequel il laisse ses effets personnels à ses serviteurs et le reste de ses biens aux pauvres. Il est mort à trois heures et demie de l'après-midi le 23 mars 1606, un Jeudi saint, au couvent Saint-Augustin.

## Son œuvre

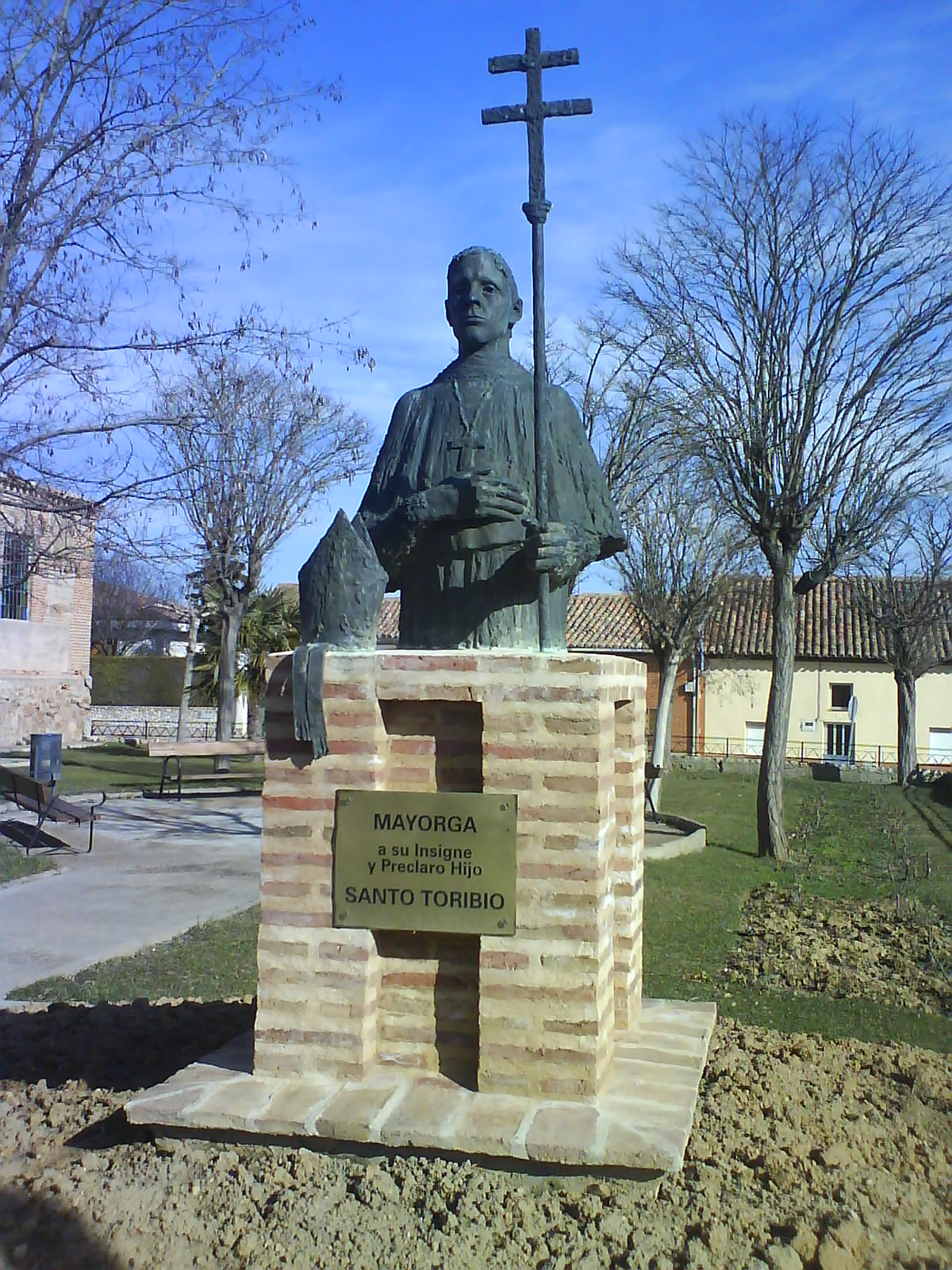
Statue en mémoire de saint Turibe dans sa ville natale de Mayorga en Espagne.

Turibe de Mogrovejo est considéré comme un grand bienfaiteur des Amérindiens de l’Empire colonial espagnol, dont il reconnaissait la pleine dignité humaine, alors que certains voulaient les réduire en esclavage. D'un courage indomptable, et d'une grande énergie, il avait également la main ferme lorsqu’il s’agissait de corriger les injustices et les abus. Turibe de Mogrovejo se voulait avant tout serviteur de l’Église, à l'image des apôtres Pierre et Paul, en se mettant au service des plus démunis.

## Souvenir et vénération
- L’évêque Turibe de Mogrovejo fut béatifié en 1679 par le pape Innocent XI et canonisé en 1726 par le pape Benoît XIII. Il est commémoré le 23 mars d’après le calendrier liturgique de l’Église catholique[4].
- Saint Turibe de Mogrovejo est le saint protecteur des évêques missionnaires et le patron de l'archidiocèse de Lima, ainsi que de sa ville natale de Mayorga. Il est aussi vénéré dans la ville italienne de Cannalonga, le 23 mars, jour de sa fête.
- Chaque 27 avril, l'Église de Lima le commémore comme patron de l'épiscopat latino-américain, qui le connaît sous le nom de "Saint-Père d'Amérique".
- En avril 2006, l'archidiocèse de Lima réunit un congrès académique international dont les documents furent publiés ((es) lire en ligne).